# Pro Wildlife
Pro Wildlife ist eine 1999 gegründete, international tätige Non-Profit Tier- und Naturschutzorganisation mit Sitz in München. Ziel des Vereins ist laut Satzung die Durchsetzung besserer Schutzgesetze und -maßnahmen für Wildtiere, deren Bestand durch Wilderei, Jagd, Tierhandel und Zerstörung der Lebensräume bedroht wird. Der Fokus liegt nach eigenen Angaben der Organisation auf dem Schutz von Wildtieren vor kommerzieller Ausbeutung und auf einer Verbesserung von Schutzgesetzen. Der Verein ist seit Gründung ununterbrochen als gemeinnützig anerkannt.

## Aktivitäten
Seit seiner Gründung recherchiert und dokumentiert Pro Wildlife Missstände im Handel mit Wildtieren. Dabei steht u. a. die Rolle von Deutschland und der EU als Absatzmarkt für lebende Wildtiere (v. a. als Haustiere), aber auch Produkte daraus (wie beispielsweise Jagdtrophäen, Reptilleder oder Froschschenkel), im Fokus der Organisation.
Politische Arbeit: Die Organisation ist regelmäßig beim Washingtoner Artenschutzübereinkommen (engl. CITES), der Internationalen Walfangkommission und der Internationalen Kommission für die Erhaltung der Thunfischbestände im Atlantik (ICCAT) als offizielle Beobachter-Organisation akkreditiert und kann sich so bei den Verhandlungen zum Schutzstatus von Wildtieren direkt einbringen.
Wildtiere als Haustiere: Handel und Privathaltung von Wildtieren als Haustiere ist seit Gründung des Vereins einer der Arbeitsschwerpunkte: Pro Wildlife beriet als Mitglied einer Sachverständigengruppe 2005–2006 das Bundeslandwirtschaftsministerium, das erstmals Leitlinien zur Ausrichtung von Tierbörsen unter Tierschutzgesichtspunkten erarbeitete. 2010 veröffentlichte Pro Wildlife gemeinsam mit dem Deutschen Tierschutzbund nach einjähriger Recherche den Bericht „Missstände auf Tierbörsen – Mangelhafte Umsetzung der BMELV-Tierbörsen-Leitlinien“. Die beiden Organisationen fordern statt unverbindlicher Leitlinien eine bundesweit einheitliche rechtsverbindliche Verordnung für Tierbörsen. Seit 2014 veröffentlicht Pro Wildlife die Serie „Stolen Wildlife“, in der sie den Handel mit Arten aufzeigt, die nicht nach internationalem Recht geschützt sind, aber im Herkunftsland illegal eingefangen und außer Landes geschmuggelt werden (Bisherige Ausgaben 2014, 2016, 2020 und 2022). 2017–2019 untersuchte Pro Wildlife im Auftrag des Bundesamtes für Naturschutz den Handel mit lebenden Reptilien, Amphibien und exotischen Säugern für den Heimtiermarkt und entwickelte Strategien zur Reduzierung der Nachfrage. 2021 veröffentlichte Pro Wildlife den Bericht „Wildtiere als Haustiere? Die Politik muss handeln!“, der die Probleme und Risiken des Handels und der Privathaltung von Wildtieren zusammenfasst und Lösungsansätze aufzeigt. 2022 ließen Pro Wildlife und andere Tierschutzorganisationen ein Rechtsgutachten erstellen, das zu dem Schluss kommt, dass eine Positivliste für Haustiere nicht nur juristisch möglich, sondern geboten ist.
Jagd, Wilderei und Handel:
- Elfenbein: Im Rahmen des Einsatzes gegen den Elfenbeinhandel veröffentlichte Pro Wildlife im Mai 2015 Zählungen der Elefantenbestände Tansanias, die den Rückgang der dortigen Elefantenbestände um über 60 Prozent binnen fünf Jahren aufzeigen und forderte Handelsverbote[13]. Auf den Konferenzen des Washingtoner Artenschutzübereinkommens setzt sich die Organisation seit ihrer Gründung gegen die Freigabe des Elfenbeinhandels und für einen strengen Schutz Afrikanischer Elefanten ein.[14] Auf EU-Ebene tritt Pro Wildlife für ein weitgehendes Verbot des Elfenbeinhandels innerhalb und aus der EU ein.
- Trophäenjagd: Nach den USA ist Deutschland Spitzenreiter bei der Jagd auf gefährdete und geschützte Arten. Pro Wildlife dokumentiert Missstände der Jagd und setzt sich für strengere Regelungen ein: Seit 2015 dürfen Elefanten, Nashörner, Löwen, Eisbären, Flusspferde und Argali-Wildschafe zumindest nur nach Überprüfung und mit Genehmigung in die EU eingeführt werden. Seit 2016 dürfen keine Eisbären mehr aus Grönland in die EU eingeführt werden, seit 2019 gelten Handelsbeschränkungen für Giraffen. Zudem fordern wir, Angebote von Jagdreisen auf Messen und im Internet zu verbieten und klären über die Mythen der Jagdlobby[15] auf.

- Kängurujagd in Australien: Gemeinsam mit Tierschützern aus Australien und Europa klärt Pro Wildlife über die Tier- und Artenschutzprobleme der Jagd und die Rolle der EU als Absatzmarkt für Känguru-Fleisch und Leder auf. Die Kampagne richtet sich an den Einzelhandel in Deutschland sowie an führende Sportartikelhersteller[16].

- Traditionelle Medizin: Um die Nachfrage nach Wildtieren in der Traditionellen Asiatischen Medizin zu reduzieren, veröffentlichte Pro Wildlife in Zusammenarbeit mit der Fachzeitschrift Chinesische Medizin mehrere Artikel, die die Bedrohung eines breiten Spektrums von Arten für die Herstellung medizinischer Präparate wie auch ökologisch unbedenkliche Alternativen aufzeigen.[17]

- Wildtiere als Luxusware: Der Verein recherchierte wiederholt Umfang und Folgen des Handels mit Froschschenkeln und die Rolle der EU als Absatzmarkt; die Ergebnisse wurden 2011 und 2022 veröffentlicht (s. u.).

Tourismus: Mit Presse- und Öffentlichkeitsarbeit informiert Pro Wildlife Reisende über Tier- und Artenschutzfallen im Urlaub, wie Souvenirs aus Wildtieren, Selfies und direkter Kontakt mit Wildtieren. Mehr als 30 Veranstalter wie die TUI Group, AIDA Cruises, Studiosus, Hauser Exkursionen kündigten daraufhin an, Elefantenreiten und andere Urlaubsattraktionen mit Wildtieren aus dem Programm nehmen zu wollen.
Schutz von Lebensraum: Pro Wildlife fördert vor-Ort-Initiativen, die die Erhaltung von Wäldern sicherstellen. 2008 finanzierte der Verein die Dauerpacht eines Regenwaldgebietes in der Pufferzone des Pacaya Samiria-Schutzgebietes in Peru, um den Lebensraum von Wollaffen und vielen anderen Tieren zu erhalten. 2011 unterstützte die Organisation das Projekt ADES und förderte die Verwendung von Solarkochern auf Madagaskar, um das Abholzen als traditionelles Brennholz zu verringern. Seit 2009 sammelt Pro Wildlife Althandys, um das Recycling seltener Rohstoffe zu erhöhen und u. a. den Coltan-Abbau in der Demokratischen Republik Kongo zu verringern.
Meeresschutz: Die Organisation setzt sich für den Erhalt des seit 1986 geltenden kommerziellen Walfangverbotes ein, dokumentiert den Umfang und die Folgen einer weitgehend unkontrollierten Delfinjagd weltweit und macht sich für ein Ende der Überfischung stark, z. B. durch ein Beenden schädlicher Subventionen in der Fischerei und eine Reform der EU-Fischereipolitik.
Schutzprojekte vor Ort:
Bei der Rettung beschlagnahmter und notleidender Wildtiere vor Ort unterstützt die Organisation aktuell:
- das Affenwaisenhaus Limbe Wildlife Center in Kamerun,[24]
- die Affenauffangstation Jeunes Animaux Confisqués au Katanga (J.A.C.K.) in der Demokratischen Republik Kongo[25]
- das Elephant Orphanage Project der Game Rangers International in Sambia,[26]
- die Libassa Wildlife Sanctuary, eine Auffangstation für Pangoline und andere Wildtiere[27]
- die Ciapus-Auffangstation für Plumploris von International Animal Rescue in Indonesien[28]
- das im Kampf gegen Wilderei und Wildtierhandel in verschiedenen Ländern Afrikas agierende Netzwerk LAGA Wildlife Law Enforcement.[29]

Pro Wildlife fördert zudem Projekte, die darauf abzielen, sicheren Lebensraum zu schaffen, Konflikte zwischen Wildtieren und der Bevölkerung vor Ort zu reduzieren sowie den One-Health-Ansatz zu stärken:
- das Aufklärungsprojekt „Save Lions – Leben mit Löwen“ in Botsuana[30]
- Gemeindeprojekte der Organisation STEP (Southern Tanzania Elephant Program) in Tansania für eine Co-Existenz von Elefanten und Menschen[31]
- das Gemeindeprojekt „Green Project“ in Kamerun, das der lokalen Bevölkerung alternative Einnahmen zu Jagd und Wilderei bietet[32]
- eine Aufklärungskampagne in Liberia, Nigeria, Kamerun und Sambia zu den Gesundheitsrisiken durch Buschfleischkonsum.[33]

## Erfolge (Auswahl)
Noch im Gründungsjahr 1999 brachte Pro Wildlife Undercover-Aufnahmen von Wildtiertransporten der Lufthansa in die Medien, die abgemagerte oder tote Wüstenfüchse, Kraniche und Tauben dokumentierten. Pro Wildlife suchte das Gespräch mit der Fluglinie. Lufthansa sagte 2001 schließlich zu, Wildtiertransporte weitgehend einzustellen.
Mehr als 30 Reiseveranstalter wie die TUI Group, AIDA Cruises, Studiosus und Hauser Exkursionen erklärten gegenüber Pro Wildlife, Elefantenreiten aus dem Programm zu nehmen.
2012 verabschiedete die Internationale Walfangkommission, eine Resolution, die die Walfangländer auffordert, die Konsumenten darüber aufzuklären. Pro Wildlife und OceanCare hatten zuvor in einem Bericht auf die Giftstoffbelastung in Wal- und Delfinfleisch aufmerksam gemacht.
Seit Start der Pro Wildlife-Dokumentationsreihe „Stolen Wildlife“ haben Herkunftsländer dutzende Tierarten durch das Weltartenschutzabkommen CITES schützen und den internationalen Handel beschränken oder gar verbieten lassen, z. B. für lateinamerikanische Baumschleichen und Schwarzleguane, afrikanische Zwergchamäleons wie Rieppeleon brevicaudatus oder Agamen aus Sri Lanka.
Der Bericht „Deadly Dish“ von Pro Wildlife, gemeinsam mit der französischen Organisation Robin des Bois, zu Umfang und Folgen der EU-Froschschenkelimporte hat seit 2022 eine breite Berichterstattung in französischen und internationalen Medien sowie eine politische Debatte in der Europäischen Union ausgelöst.
2022 konnte Pro Wildlife gemeinsam mit der Organisation SharkProject die EU überzeugen, für das Treffen des Fischereiabkommens ICCAT einen Schutzantrag für Makohaie im Südatlantik zu stellen, der dort erstmals zu Fangbeschränkungen führte. Ebenfalls 2022 konnte die internationale Koalition Stop Funding Overfishing, der Pro Wildlife seit 2020 angehört, dazu beitragen, dass die Welthandelsorganisation (WTO) beschloss, schädliche Subventionen in der globalen Fischerei stark einzuschränken.
2023 beendeten die Sportwarenhersteller Puma und NIKE die Verwendung von Känguruleder.
Im Mai 2023 schlossen sich Prominente wie Ruth Moschner, Guido Maria Kretschmer, Maria Furtwängler, Sky du Mont, Katja Riemann und Ranga Yogeshwar der Pro-Wildlife-Kampagne gegen die Importe von Jagdtrophäen geschützter Arten nach Deutschland an.

## Kritik
Im Jahr 2007 wurde dem Verein unter anderem von der Deutschen Gesellschaft für Herpetologie und Terrarienkunde (DGHT) vorgeworfen, vor dem Hintergrund des geplanten Verbots der Haltung als gefährlich eingeschätzter Tierarten im Bundesland Hessen eine übertriebene Zahl von jährlich 700 Vergiftungen durch exotische Tiere in Deutschland, davon 60 % durch Schlangenbisse, veröffentlicht zu haben. Tatsächlich würden jährlich maximal 75 Schlangenbisse gemeldet.

## Veröffentlichungen (Auswahl)
- "Wild birds traded and kept as pets in the EU – trade dynamics and ongoing concerns" (2025): Der Bericht analysiert den Handel mit Wildvögeln als Haustiere in der EU[48].
- "How to Protect Wildlife AND Human Health" (2024): Ergebnisse aus einer 20-monatigen Bildungskampagne zu Gesundheitsrisiken durch Wildfleisch und den Handel mit Wildtieren, inklusive Praxistipps[49].
- "Small Cetaceans – Even Bigger Problems. An updated global review of directed hunts on small whales, dolphins and porpoises" (2024): Studie zur weltweiten Delfinjagd, die noch weiter eskaliert ist[50]
- „Deadly Dish – Role and responsibility of the European Union in the international frogs’ legs trade“ (2022): Studie zu Umfang und ökologischen Folgen der Froschschenkelimporte der EU[51]
- „Im Fadenkreuz der Trophäenjagd“ (2022): Bericht zu den Folgen der Trophäenjagd für den Artenschutz[52]
- „Stolen Wildlife IV: the EU – a destination for wildlife traffickers“ (2022): 4. Ausgabe der Bericht-Serie[53]
- „Wildtiere als Haustiere? Die Politik muss handeln!“ (2021) fasst Probleme und Risiken des Handels und der Privathaltung von Wildtieren zusammen und zeigt Lösungsansätze auf.[11]
- „Strategien zur Reduktion der Nachfrage nach als Heimtiere gehaltenen Reptilien, Amphibien und kleinen Säugetieren“ (2020): Studie im Auftrag des Bundesumweltministeriums und des Bundesamtes für Naturschutz zum Thema Tierhandel im Internet, rechtsverbindliche Identifikation vom Händlern und Händlertransparenz.[54]
- „Stolen Wildlife III: the EU – a main hub and destination for illegally caught exotic pets“ (2020): 3. Ausgabe der Bericht-Serie[55]
- Der Bericht „Ein Leben in Ketten“ (2018) zeigt das Leiden von Elefanten im Tourismus auf.[56]
- „Frozen in Time“ (2016): Der Bericht von Pro Wildlife und anderen Organisationen zeigt, dass Norwegen sich zur weltgrößten Walfangnation entwickelt hat, und sorgt für Medienberichte.
- „Stolen Wildlife II: the EU – why the EU still needs to tackle smuggling of nationally protected species“ (2016): 2. Ausgabe der Bericht-Serie[57]
- „Endstation Wohnzimmer“ (2015): Studie über Angebote zum Kauf exotischer Säugetiere auf zwei Online-Plattformen. Über einen Zeitraum von fünf Jahren wurden mehr als zehntausend exotische Säugetiere aus 291 verschiedenen Arten zum Verkauf angeboten, unter anderem 54 Affen-, 73 Raubtier- und 117 Nagerarten.
- „Stolen Wildlife“ (2014): Der Bericht dokumentiert die Rolle der EU als Absatzmarkt und Drehscheibe für illegal gefangene Reptilien und war Auftakt einer Serie. Basierend auf dem Bericht „Stolen Wildlife“ koordinieren die EU-Artenschutzgremien Schutzinitiativen für die CITES-Konferenz 2016.
- „Toxic Menu“ (2009): Der gemeinsam mit der Schweizer Organisation OceanCare veröffentlichte Bericht stellte die Grundlage für eine 2012 verabschiedete Resolution der Internationalen Walfangkommission zu Gesundheitsrisiken durch Walfleisch dar.

## Kooperationen
- Mitglied im Deutschen Naturschutzring (DNR), dem Dachverband der im Natur-, Tier- und Umweltschutz tätigen Organisationen in Deutschland, mit 100 Mitgliedsorganisationen.[58]
- Mitglied im Species Survival Network (SSN), einem Netzwerk von über 100 Tier- und Artenschutzverbänden weltweit. Als SSN Regional Bureau für Europa ist Pro Wildlife Ansprechpartner der zuständigen EU-Kommission und der EU-Artenschutzbehörden.[59]
- Mitglied in der International Alliance against Health Risks in Wildlife Trade, eines interdisziplinären Netzwerkes unter der Führung der GIZ, gegründet von der deutschen Bundesregierung, um Gesundheitsrisiken durch den Wildtierhandel zu reduzieren.
- Mitglied der Koalition Stop Funding Overfishing,[60] die sich für ein Ende umweltschädlicher Subventionen in der globalen Fischerei einsetzt.

## Transparenz
- Pro Wildlife unterstützt die Initiative Transparente Zivilgesellschaft und veröffentlicht auf seiner Website Ziele und Strukturen sowie Quellen und Verwendung der Mittel[61].
- Die Organisation ist im Lobbyregister des Deutschen Bundestages eingetragen.[2]
- Das Deutsche Zentralinstitut für soziale Fragen (DZI) bescheinigt Pro Wildlife offenes Auskunftsverhalten ohne kritische Anhaltspunkte[62].
- Bei einer Überprüfung von mehreren Tier- und Umweltschutzorganisationen 2021 bescheinigte die Stiftung Warentest Pro Wildlife wirtschaftliches Arbeiten und eine mittlere Transparenz. Laut Stiftung Warentest gehört Pro Wildlife zu den 14 Organisationen, die sich am ehesten für Spenden eignen[63].